# José Manuel Medina Cañizares
José Manuel Medina Cañizares (1944) és un industrial i polític valencià, militant del Partit Popular de la Comunitat Valenciana (PPCV), alcalde d'Oriola (el Baix Segura) des de 1995 fins a 2007.
L'1 de maig de 2013, va ser condemnat pel delicte de prevaricació a set d'anys d'inhabilitació per a càrrec públic.